# Renato Calligaro
Renato Calligaro, né le 28 janvier 1928 à Buja où il meurt le 13 septembre 2023, est un peintre, graphiste et créateur de bande dessinée italien. Il a travaillé pour le quotidien Le Monde, et le théoricien de la bande dessinée Thierry Groensteen lui a consacré plusieurs écrits.

## Biographie
Renato Calligaro passe son enfance entre l'Italie et Buenos Aires, où sa famille s'est installée en 1929. De 1937 à 1946, il vit au Frioul puis retourne à Buenos Aires où il termine le lycée et s'inscrit à la faculté d'architecture. Puis, il s'établit à Sao Paolo au Brésil où il exerce l'activité de graphiste et d'illustrateur publicitaire, en tant que seconde profession afin de pouvoir s'adonner à la peinture avec une entière liberté créative. À la suite de séjours prolongés à Rome et à Buenos Aires, il retourne au Brésil, désormais sa seconde patrie, mais le coup d'état militaire de 1964 le pousse à quitter le pays et, dès lors, il vit à Buja, son village natal en Italie.

## Pensées en matière artistique
Pour Renato Calligaro, l'art est fondamentalement « narration ». Il s'agit d'une conviction profonde arrivée à maturité au fil des années par une approche de l'art davantage anthropologique que philosophique, et très probablement due à l'influence de la culture latino-américaine. La conscience de la relativité et des limites du rationalisme eurocentrique a permis à Calligaro d'inventer de nouvelles structures narratives — les quadri sequenza dans la peinture et les poemi per immagini dans la bande dessinée — dans lesquelles, dans un nouveau rapport de valeurs expressives et formelles, si le texte produit des images (selon le mode traditionnel), réciproquement les images produisent du texte, des histoires, dans un langage nouveau. Il s'agit d'un retour au « mythe » (« au commencement était la narration ») pour pouvoir parcourir à nouveau, dans la formation de l'œuvre, la genèse de l'opération artistique, au cours d'une évolution par sélection naturelle ; et de proposer enfin un fondement anthropologique de la démarche artistique par un dépassement du relativisme actuel radical qui a pour corollaire la mort de l'art.
Une dialectique de parité entre les divers langages permet le développement d'une narration imprévisible quant à sa liberté et ses inventions stylistiques, qu'il s'agisse des images ou du texte. La polyvalence des techniques et des styles se mue en véritable « histoire » qui se conte, telle une aventure du langage. Au plan théorique Calligaro, qui affirme une claire distinction entre les concepts d'esthétique et d'art, parvient à une hypothèse bio-anthropologique de la démarche artistique en tant que tempo fermo (« temps arrêté »). Il parvient également à un agencement de l'art contemporain en quatre phases – traditionaliste, moderniste, avant-gardiste et postmoderniste – où est mise en évidence la profonde différence entre le modernisme et l'avant-gardisme,.
Calligaro a fondé et dirigé une revue intitulée Tempofermo, sortie en 2003 chez l'éditeur Campanotto. Il a publié le livre Le pagine del tempo, Mimesis Edizioni, en 2013.

## Œuvres

### Dessins et bandes dessinées
Outre ses quadri sequenza mesurant en général 242 x 60 cm, les œuvres de Calligaro comprennent les poemi per immagini en bande dessinée: Montagne (1978), La favola di Orfeo (1978), Casanova/Henriette (1978/79), Oltreporto (1980), Deserto (1980), Lirica 4 (1980), Zeppelin (1984), Poema Barocco (1988), et le film vidéo en DVD Le streghe di Germania (ED. Kappavu, 1992).
Dès 1967 Calligaro dessine des images et des bandes dessinées de satire politique pour les revues et quotidiens italiens Confronto, ABC, Linus, Alterlinus, Arcibraccio, Vie nuove, Manifesto, Lotta Continua, Reporter, Panorama, L'Espresso, Satiricon (La Repubblica), Tango, Cuore (L'Unità), et pour le journal français Le Monde.

### Écrits
pour des revues
- « Alter/arte », in Alterlinus, janvier/février 1985
- « Frontiere del fumetto », in Alfabeta n° 91, 1986
- « L'arte del fumetto », in Test. n° 1, 1988
- « Arte e mutazione antropologica », in MicroMega n° 2/2001
- « Tempo fermo », in TempoFermo n° 1, 2003
- « Procedimenti tradizionalista e modernista », in TempoFermo n° 2, 2003
- « Procedimento avanguardista », in TempoFermo n° 3, 2004
- « La perdita della forma come l'Altro », in TempoFermo n° 4, 2005
- « Appunti per una discussione », in TempoFermo n° 5, 2006
- « Il tramonto della forma », in Arte o spettacolo, a cura di Danila Bertasio,2006
- « Simbolo artistico e allegoria concettuale », in TempoFermo n° 6, 2008.
- « L'opera d'arte in musica », in Risonanze 2013, Ed. Leonardo 2013

livres
- Rosso e No, Savelli, 1972
- Cambia o non cambia, Feltrinelli, 1975
- Ridateci il nemico, Feltrinelli, 1977
- Il meglio di Donna Celeste, Rizzoli, 1992
- Le pagine del tempo, Mimesis Edizioni, 2013